# Кемпелях
Кемпелях (устар. Кэмпэлээх) — река в России, в Восточной Сибири, приток реки Лена. Длина — 15 км.
Течёт с севера на юг среди лиственничной тайги между реками Белянка и Выпычика. Впадает в реку Лена справа на расстоянии 1284 км от её устья напротив острова Булур.
По данным государственного водного реестра России относится к Ленскому бассейновому округу. Код объекта — 18030700112117400000376.